# Yūki Tsuchihashi
Yūki Tsuchihashi (jap. 土橋 優貴, Tsuchihashi Yūki; * 16. Januar 1980 in Anan) ist eine ehemalige japanische Fußballspielerin.

## Karriere

### Verein
Tsuchihashi spielte in der Jugend für die Osaka University of Health and Sport Sciences. Sie begann ihre Karriere bei Tasaki Perule FC, wo sie von 2002 bis 2005 spielte. Sie trug 2003 zum Gewinn der Nihon Joshi Soccer League bei. 2006 folgte dann der Wechsel zu Ohara Gakuen JaSRA. 2007 folgte dann der Wechsel zu Urawa Reds Ladies. Sie trug 2009 zum Gewinn der Nihon Joshi Soccer League bei. 2012 beendete sie Spielerkarriere.

### Nationalmannschaft
Tsuchihashi absolvierte ihr erstes Länderspiel für die japanischen Nationalmannschaft am 5. August 2001 gegen China. Sie wurde in den Kader der Asienmeisterschaft der Frauen 2001 berufen. Insgesamt bestritt sie vier Länderspiele für Japan.

## Errungene Titel

### Mit Vereinen
- Nihon Joshi Soccer League: 2003, 2009